# Christian Richter (Rechtsanwalt)

Christian Richter II (1999)

Christian Richter (genannt Christian Richter II („Zwo“)) (* 11. Juli 1941 in Nossen; † 7. Februar 2009 in Köln) war ein deutscher Rechtsanwalt und Strafverteidiger.

## Leben
Christian Richter wuchs in Ahrensburg auf. Nach dem Abitur begann er sein Jura-Studium in Göttingen und beendete es in München. Dort war er auch politisch in der SPD aktiv.
Ab 1974 war Richter als Strafverteidiger in Köln tätig, vorwiegend in den Bereichen Wirtschafts- und Steuerstrafrecht. Seine Laufbahn begann mit dem Mammutprozess um die Pleite der Kölner Privatbank Herstatt.
Richter gehörte von 1983 bis 1996 dem Strafrechtsausschuss des Deutschen Anwaltvereins an und galt als ein „Strafverteidiger aus Leidenschaft“, der durch seine Aufsätze und Vorträge entscheidend Theorie und Praxis der Strafverteidigung mitprägte. In einer seiner letzten Veröffentlichungen schrieb er „Strafrecht ist legitimierte Gewaltausübung, und zwar des eigenen Staates gegen den eigenen Bürger. Diese Gewaltausübung ist nur erträglich, wenn sie ihrerseits in ein ausbalanciertes System von Kontrolle und Gleichgewicht eingebettet ist. Da aber die Machtverhältnisse so ungleich verteilt sind – hier der allmächtige Staat mit all seinen Ressourcen, dort der einzelne, wenn auch nicht vereinzelte Bürger –, gibt es ein elementares Bedürfnis nach großen Gestalten als Garanten der Realisierung des Gleichgewichts, als Schutzpatron sozusagen. Der große Strafverteidiger entspricht also einem Arche-Typus.“
Die Namensergänzung „II“ erhielt Christian Richter, weil es einen gleichnamigen Anwalt am Kölner Landgericht gab.
Richter, der als kantige Persönlichkeit galt, verteidigte auch viele prominente Mandanten, so die ehemaligen WestLB-Chefs Jürgen Sengera und Friedel Neuber, den ehemaligen Kölner Oberstadtdirektor Klaus Heugel sowie zuletzt Franjo Pooth. Als Staranwalt wollte er indes nicht gelten: Für ihn gebe es „keine unwichtigen Fälle“.

## Werke (Auswahl)
- Grenzen anwaltlicher Interessenvertretung im Ermittlungsverfahren. In: Anwaltsblatt 1981, 337 ff.
- Das Ermittlungsverfahren. Reformbedürftigkeit – Reformfähigkeit – Reformtendenzen (Podiumsdiskussion). In: Anwaltsblatt 1986, S. 72 ff.
- Der Strafrechtsausschuss des Kölner Anwaltvereins. In: Bussenius, Hüttemann, Schwend: 100 Jahre Kölner Anwaltverein. 1987, S. 197 ff. (gemeinsam mit Norbert Gatzweiler)
- Der Sachverständige im Strafprozeß aus der Sicht der Verteidigung. In: Strafverteidiger-Forum 1989, S. 7 ff.
- Prototypen langer/überlanger Verfahren – Das „Herstatt“-Verfahren. In: Anwaltsblatt 1997, S. 78 ff.
- Strafgesetzgebung in unserer Zeit – auch eine ästhetische Aufgabe! In: Liber Amicorum für Eberhard Kempf, 2009, S. 11 ff.